# Bakcirih
Bakcirih is een bestuurslaag in het regentschap Aceh Besar van de provincie Atjeh, Indonesië. Bakcirih telt 385 inwoners (volkstelling 2010).